# Acqua nel cervello
Acqua nel cervello (Water on the Brain) è un cortometraggio muto del 1917 diretto da Allen Curtis.

## Produzione
Il film fu prodotto dalla Nestor Film Company e dall'Universal Film Manufacturing Company.

## Distribuzione
Distribuito dall'Universal Film Manufacturing Company, il film - un cortometraggio di una bobina - uscì nelle sale cinematografiche USA il 26 novembre 1917.